# Glitter in the Air
Glitter in the Air è un singolo della cantante statunitense Pink, pubblicato il 31 gennaio 2010 come settimo estratto dal quinto album in studio Funhouse.
Il brano è stato scritto dalla cantante insieme a Billy Mann ed è stato presentato dal vivo in occasione degli annuali Grammy Awards.

## Classifiche
| Classifica (2010) | Posizione massima |
| ----------------- | ----------------- |
| Canada            | 13                |
| Stati Uniti       | 18                |